# Callitomis luzonensis
Callitomis luzonensis là một loài bướm đêm thuộc phân họ Arctiinae, họ Erebidae.